# Sulo Jääskeläinen
Sulo Usa Jääskeläinen (* 19. Dezember 1890 in Wyborg, Russisches Reich; † 12. Januar 1942 in Kotka, Finnland) war ein finnischer Skispringer und Nordischer Kombinierer.

## Werdegang
Der für den Verein Lahden Hiihtoseura startende Jääskeläinen feierte seinen ersten internationalen Erfolg, als er am 5. März 1911 in Schweden noch für Russland startend den ersten Baron von Willibrandt Challenge Cup gewann. 1923 und 1924 gewann er die Lahti Ski Games.
Bei den Olympischen Winterspielen 1924 in Chamonix-Mont-Blanc startete er im Skispringen sowie in der Kombination. Im Skispringen von der Normalschanze erreichte er dabei den 11. Platz. In der Nordischen Kombination erreichte er nach dem 6. Platz im Springen und dem 19. Platz im Skilanglauf den 16. Gesamtplatz im Einzel. Bei der Nordischen Skiweltmeisterschaft 1926 in Lahti sprang Jääskeläinen von der Normalschanze auf den 8. Platz und erreichte in der Kombination den 18. Platz.